# Panimerus serbicus
Panimerus serbicus és una espècie d'insecte dípter pertanyent a la família dels psicòdids present al territori de l'antiga República Federal Socialista de Iugoslàvia.